# Hochsand
Ein Hochsand oder Plate ist eine Sandbank im Wattenmeer, die so weit über dem mittleren Tidehochwasser liegt, dass sie nur bei Sturmfluten oder gar nicht überspült wird. Abweichend davon wird eine Plate auch allgemein als Sandbank zwischen Gezeitenrinnen definiert, kann also bei normalem Hochwasser unter Wasser liegen. Die meisten Hochsände entstanden aus flacheren Sandbänken. Die hohe Lage ermöglicht Pflanzenwuchs, der seinerseits durch Festhalten von Flugsand für eine weitere Erhöhung der Sandfläche sorgen kann. Ein Hochsand kann sich somit im Laufe der Jahre zu einer Düneninsel entwickeln, er kann wandern oder auch zu einer flacheren Sandbank abgetragen werden. Auf dem Hochsand Norderoogsand vor der Westküste Schleswig-Holsteins findet etwa seit der Jahrtausendwende 2000 ein solcher Inselbildungsprozess statt. Ein weiteres Beispiel für einen Hochsand, der sich zu einer Insel entwickelte, ist Mellum vor der Küste Niedersachsens.
Die meisten Hochsände an der deutschen Nordseeküste sind naturschutzrechtlich Teil eines der Nationalparks Schleswig-Holsteinisches Wattenmeer, Niedersächsisches Wattenmeer und Hamburgisches Wattenmeer oder als Naturschutzgebiet, FFH- oder Vogelschutzgebiet ausgewiesen.
Bekannte Hochsände in der Nordsee
- Koresand und Jordsand im dänischen Wattenmeer, ehemals Halligen
- Kniepsand, an die Insel Amrum angelagert
- Jungnamensand westlich von Amrum
- Nordfriesische Außensände (Japsand, Norderoogsand mit Inselbildung, Süderoogsand)
- Westerheversand im Westen von Eiderstedt
- Hitzsand vor St. Peter-Ording, an Eiderstedt angelagert
- Blauortsand
- Scharhörnplate im Hamburger Wattenmeer
- Hoher Knechtsand
- Kachelotplate (Ostfriesische Inseln, mit Inselbildung)

Ehemalige Hochsände in der Nordsee
- Seesand südlich von Amrum, untergegangen
- Mellum, östlich der Ostfriesischen Inseln, heute Insel
- Memmert, Ostfriesische Inseln, heute Insel

Plate (niederdeutsch für einen Hochsand)
- Bahrsplate
- Brauerplate
- Fährplate
- Hooksielplate
- Juliusplate
- Kachelotplate
- Luneplate
- Mellumplate
- Mittelplate (Wattgebiet)
- Rhinplate
- Robbenplate
- Scharhörnplate
- Strohauser Plate
- Stüversplate
- Tegeler Plate
- Wilhelmsplate